# 長山英一
長山 英一（ながやま えいいち、明治30年（1897年）10月14日 - 没年不明）は、日本の陸上競技選手、登山家、政治家。元境港市議会議員。

## 経歴

### 生い立ち
鳥取県西伯郡中浜村大字佐斐神（現・境港市佐斐神町）出身。長山善完の長男。長山家は大農家だった。鳥取県立農学校（現・鳥取県立倉吉農業高等学校）卒業。

### 陸上競技選手として
大正8年（1919年）日本体育会主催の第7回全国オリンピックに出場した英一は、1,500メートル、4分28秒（日本新記録）で第1位、同タイムの早大・麻生武治と優勝を分け合い、優勝カップを夫々受賞した。

### 登山家として
大正11年（1922年）松本秀松（渡村出身）と鳥取県で初めて冬山大山登山に挑んだ。

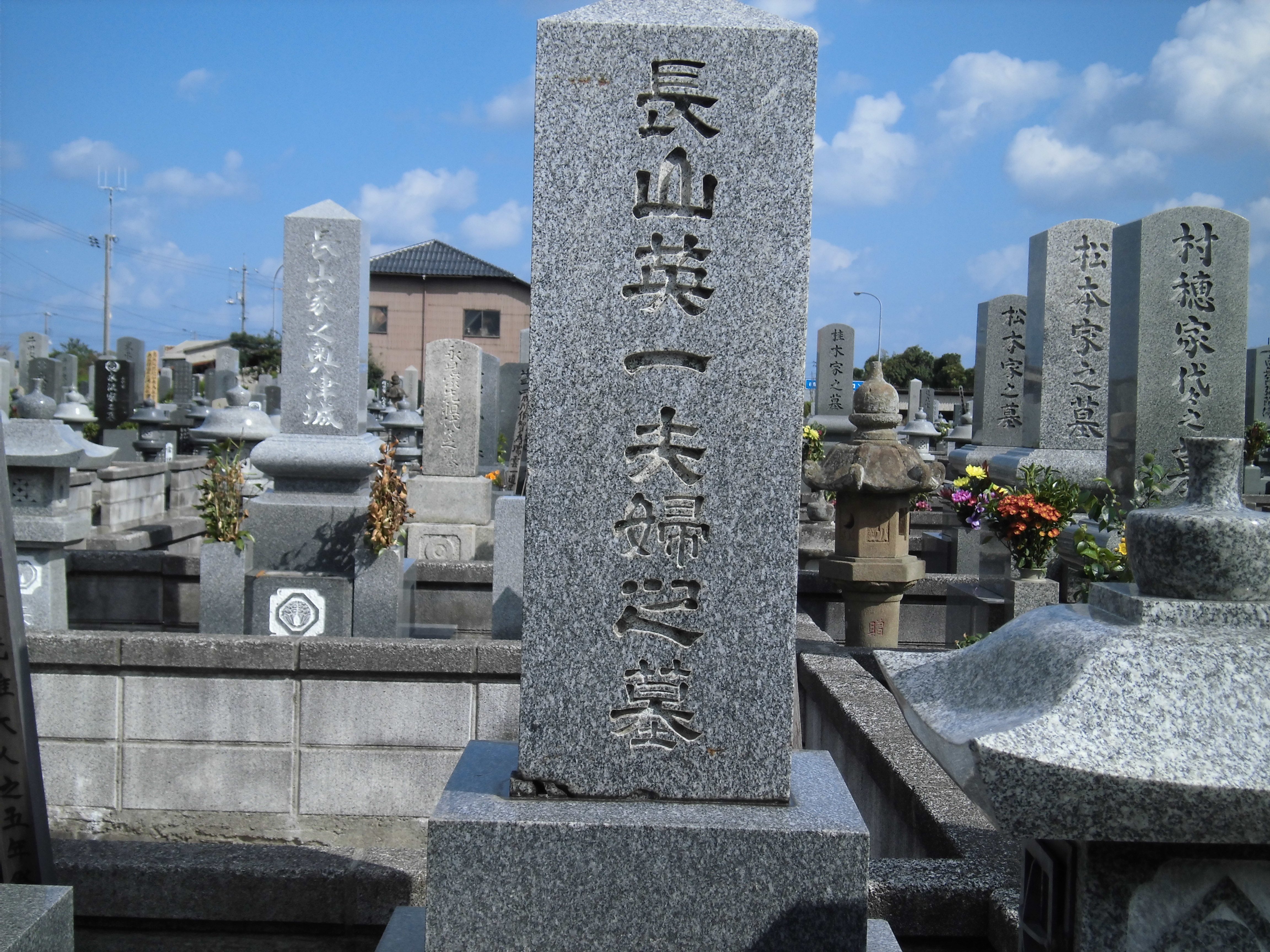
長山英一夫婦の墓

### 政治家として
戦後、村会議員、市会議員などをつとめた。墓は境港市小篠津町の“幸神町墓苑”にある。

## 人物像
昭和33年（1958年）当時の長山英一の主な肩書は「境港市会議員、農林水産委員、境港市体育協会幹事、境港市農業共済組合評価員」などである。
学生時代マラソン選手として有名であった。村会議員、農協理事、商工副委員長を歴任、現在前記役職の他米川土地改良区理事を兼任している。趣味は釣り、写真、スポーツ。住所は境港市佐斐神町。

## 家族

### 長山家

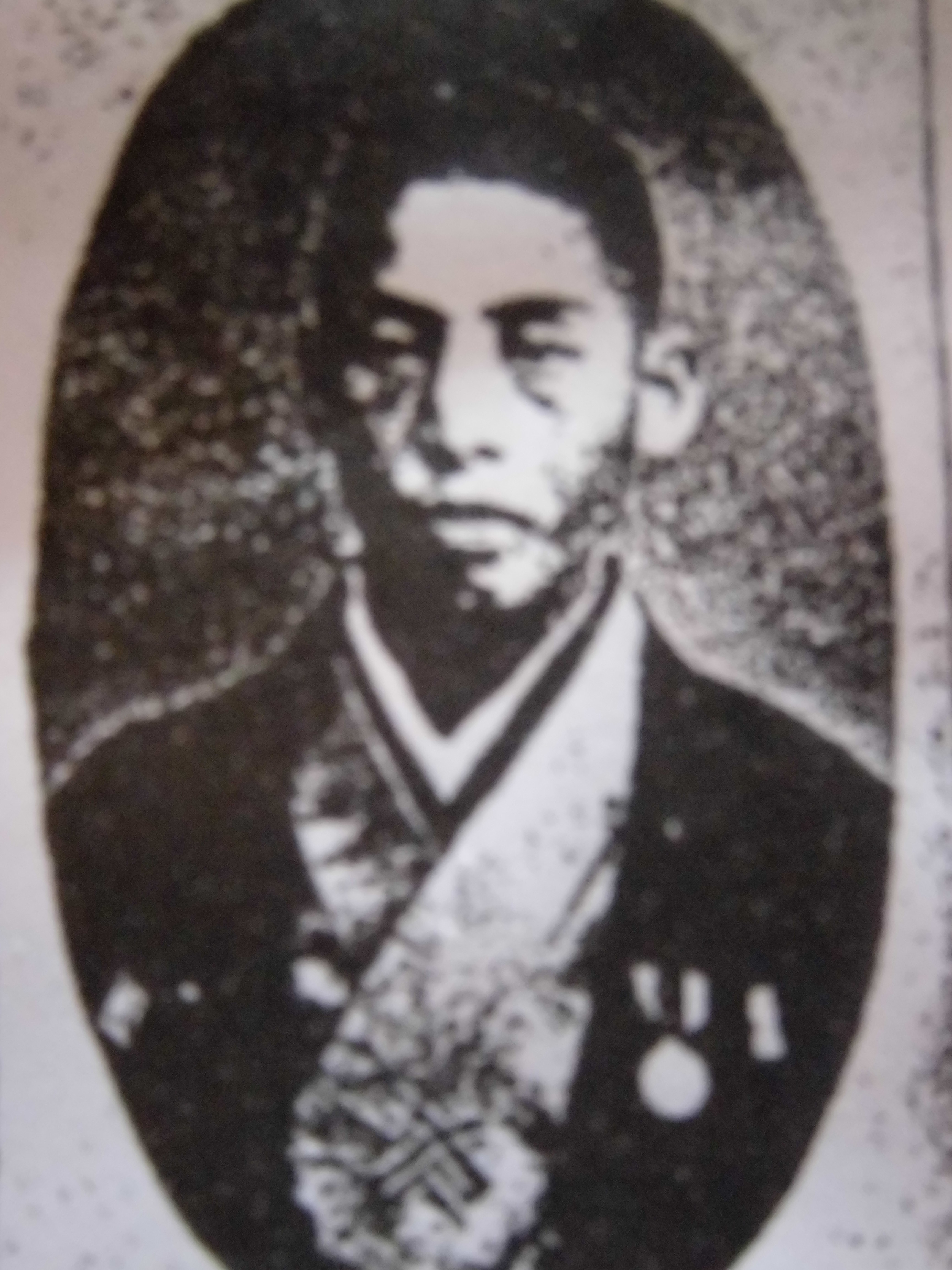
父・長山善完
（『島根鳥取名士列伝』）

（鳥取県境港市佐斐神町・境港市幸神町）
長山家はもともと“足立（あだち）”姓だったが、元治2年（1865年）六郎右衛門が功績不詳ながら、藩主から“長山”姓を許されたため、長山を名乗った。
- 父・善完[1]（地主、中浜村の元助役）

明治30年（1897年）1月から明治34年（1901年）1月まで中浜村の助役をつとめた。
『境港市史 上巻』昭和61年 875頁の｢弓浜地主会役員名簿｣（大正7年（1918年））に善完の名が出ている。明治44年（1911年）富益村以北の一町九ヵ村の地主を会員として、弓浜地主会が結成された。従来は小作宛口を、渡村庄司儀右衛門・大篠津村安田復四郎の二人で決めていたが、これ以降各村の代表が渡の庄司家に集まって小作宛口を相談するようになった
- 妻・しめ[1]
- 子供

知人
俊夫
さわ

## 関連
- 足立氏[7]
- 大山
- 麻生武治